# Efstratios Apostolakis
Efstratios Apostolakis (griechisch Ευστράτιος Αποστολάκης, * 11. Mai 1964 in Agrinio, Griechenland) ist ein ehemaliger griechischer Fußballspieler.
Efstratios Apostolakis, der auf der Position des rechten Verteidigers spielte, gilt als einer der besten griechischen Verteidiger aller Zeiten. Während seiner Karriere spielte er unter anderem für die griechischen Spitzenvereine Olympiakos Piräus sowie Panathinaikos Athen und konnte eine Reihe von Titeln sammeln. Sein Wechsel von Piräus zu Athen sorgte dafür, dass das Endspiel um den griechischen Supercup von 1990 aus Angst vor Ausschreitungen seitens der Olympiakos Fans, die den Wechsel zum Erzrivalen nicht verzeihen wollten, abgesagt werden musste. Bei Panathinaikos erlebte Apostolakis seine sportlich erfolgreichste Phase. Neben drei griechischen Meisterschaften (1991, 1995, 1996) und vier Pokalsiegen (1991, 1993, 1994, 1995) sorgte er mit seiner Mannschaft in der Saison 1995/1996 für Aufsehen, als Panathinaikos es bis ins Halbfinale der UEFA Champions League schaffte. Insgesamt kam Apostolakis auf 249 Erstligaeinsätze, in denen er 21 Tore erzielen konnte.
Für die Griechische Fußballnationalmannschaft spielte Efstratios Apostolakis insgesamt 96 mal und schoss dabei fünf Tore. Seine 96 Nominierungen stellten von 1996 bis 2004 die griechische Rekordmarke dar, ehe Theodoros Zagorakis diese übertraf. 1994 nahm Apostolakis an der Fußball-Weltmeisterschaft 1994 in den Vereinigten Staaten teil.
Nach seiner aktiven Laufbahn übernahm Apostolakis Anfang 2001 als Interimstrainer Panathinaikos Athen. 2004 betreute er die Olympiaauswahl Griechenlands bei den Olympischen Spielen in Athen. Im Sommer 2005 übernahm er bei Panathinaikos den Posten des Sportdirektors. Seit September 2006 arbeitet er bei Panathinaikos als Scout.

## Erfolge
- Griechischer Meister: 1987, 1991, 1995, 1996
- Griechischer Pokalsieger: 1990, 1991, 1993, 1994, 1995
- Supercup: 1988, 1993